# 布拉茨凱 (亞歷山德里亞區)
布拉茨凱（烏克蘭語：Братське），是烏克蘭中部的村莊，隸屬基洛夫格勒州的亞歷山德里亞區。該村海拔高度127米，2001年人口127，九成居民使用烏克蘭語。